# Торе Янсон
Торе Янсон (на шведски: Tore Janson) е шведски лингвист, роден през 1936 г. в Стокхолм, Швеция. Следва класическа филология в Стокхолмския университет и защитава докторска степен по латински език през 1964 г. Работи в Калифорнийския университет в Лос Анджелис и в Стокхолмския универеситет, както и в Шведския съвет за изследвания в областта на хуманитарните и социалните науки. Преподава латински и африкански езици в Гьотеборгския университет. Публикува няколко книги и голям брой статии в областта на латинския език, общото езикознание, фонетиката и африканските езици. 
Янсон отдава много от времето си и публикациите си за изследване на начина, по който езиците се променят, както и за връзката между езика и обществото. Книгата му Germanerna е номинирана за наградата за най-добра фактологична книга „Аугуст“. 